# Chromosome No. 1 syndrome
Chromosome No. 1 syndrome – defekt genetyczny powodujący zahamowanie rozwoju u zarodków traszek z rodzaju Triturus. Połowa złożonych jaj nie rozwija się – na pewnym etapie ich wzrost zatrzymuje się i następuje śmierć zarodków. Wszystkie przeżywające zarodki mają dwie różniące się długością formy chromosomu 1, natomiast dwie krótkie formy albo dwie długie zawsze prowadzą do śmierci. Taki stan tłumaczy się translokacją pomiędzy niegdyś identycznymi chromosomami pary 1 bądź też pełnieniem przez nie w przeszłości roli chromosomów płci.

## Rozwój zarodka traszki

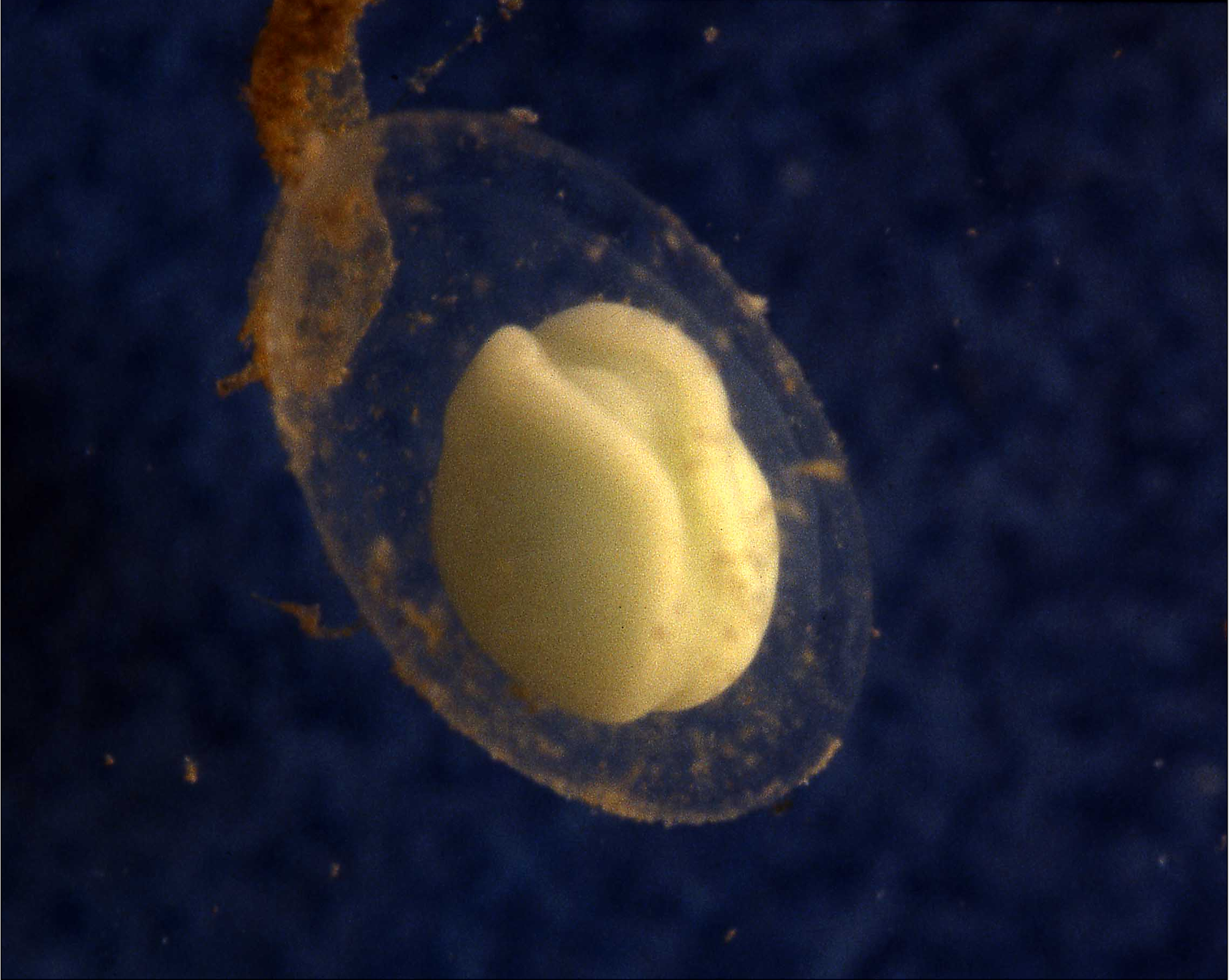
W jaju traszki marmurkowej rozwija się neurula

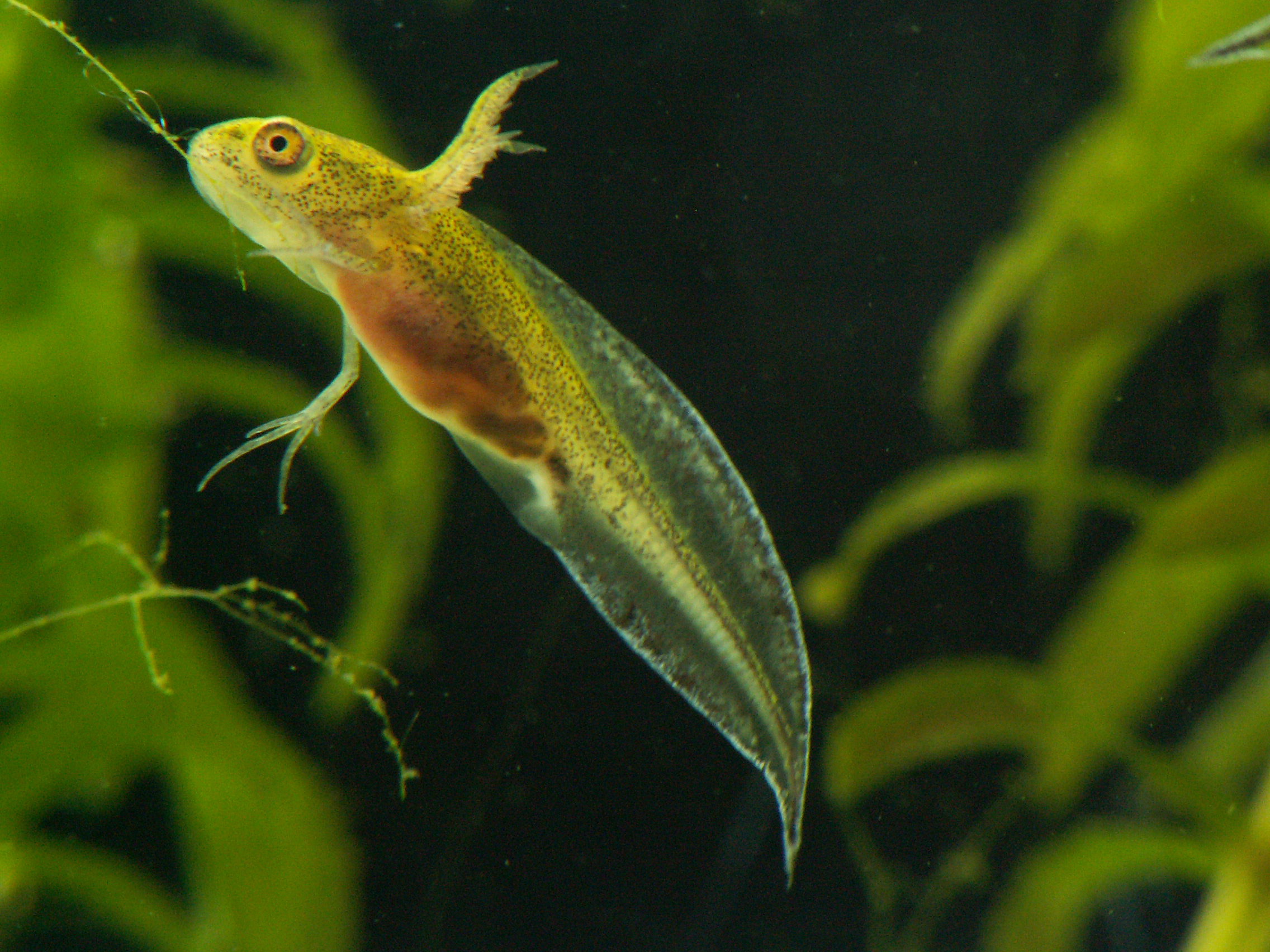
Prawidłowo rozwijająca się larwa traszki grzebieniastej

Rozwój traszki, opisywany przez zespół D'Amen na przykładzie kompleksu Triturus carnifex, rozpoczyna się od jaja, które zaczyna się dzielić. Następnie wchodzi w fazę gastrulacji, po której następuje tworzenie się układu nerwowego. Potem zaś następują 2 etapy zaliczane do organogenezy, z których pierwszy określa się etapem zawiązka ogona, drugi natomiast okresem larwy. Alternatywnie wyróżnić można 42 etapy tego rozwoju. Do 21–22 etapu rozwój u innych rodzajów traszek przebiega podobnie, później, na etapach zawiązka ogona i larwy, zaznaczają się pewne różnice.
Około ¼ jaj T. carnifex nie osiąga etapu blastuli i nie wylęga się.

## Zatrzymanie rozwoju
Stwierdzono, że około połowy (od 38 do 62%) larw T. carnifex na końcu etapu zawiązka ogona (stadium 26–30) zatrzymuje swój wzrost, co skutkuje ich śmiercią. Podobny efekt Sessions i inni zaobserwowali u traszki grzebieniastej i marmurkowej, u tej ostatniej nieco wcześniej niż u dwóch wcześniej wymienionych. Występuje on też u Triturus dobrogicus i Triturus karelinii. Śmierć następuje po kilku dniach rozwoju. U pozostałych gatunków traszek takich zaburzeń rozwoju nie obserwuje się. Zespół D'Amen wykazał niezależność tego procesu u T. carnifex od temperatury, jak i pH wody.
Zarodki zatrzymujące się w rozwoju nie stanowią jednorodnej grupy, ale obejmują dwa różniące się od siebie fenotypy. Ich przedstawiciele występują z podobną częstością. Jeden z nich do czasu zatrzymania rozwoju pod względem morfologii właściwie nie daje się odróżnić od zarodków rozwijających się prawidłowo, aż do stadium 25–27, po czym tempo wzrostu spowalnia. Ten typ określa się mianem fenotypu A bądź ST (slim tailed – o smukłym ogonie).
Drugi wykazuje nieprawidłowości już na etapie przejścia gastruli w neurulę. Charakteryzuje się wystającą strukturą yolk plug oraz opóźnionym rozwojem głowy, dokładniej takich struktur jak: oczy, skrzela, otwór gębowy i narząd równowagi. W regionie grzbietowym pojawia się obrzmienie zaobserwowane po raz pierwszy przez D'Amen i innych. Okolica ogona jest obrzęknięta. Struna grzbietowa może ulec przerwaniu. D'Amen i współpracownicy nazwali go fenotypem B, zespół Sessionsa zaś FT (fat tailed – gruboogoniaste).
Grupy te różni też jakość odpowiedzi zgięciowej. Przebiega ona normalnie u ST traszki grzebieniastej i T. carnifex, natomiast u ST traszki marmurkowej nie występuje, podobnie jak u form FT tych gatunków.
Cechą łączącą oba fenotypy jest nieprawidłowy rozwój zaokrąglającego się ogona. U obu grup zaburzeniu ulega rozwój serca: choć morfologicznie wygląda prawidłowo, niekiedy nie bije ono wcale, kiedy indziej bije słabo. Nieprawidłowości bardziej nasilone są u FT. Poza tym po zatrzymaniu się rozwoju niezależnie od fenotypu larwy przeżywają jeszcze kilka dni. W ich ciałach zachodzą wtedy niewielkie zmiany. Komórki jednak umierają, a tkanki degenerują. Tworzą się pęcherze, z których część pęka. Otaczająca jajo otoczka traci swą przejrzystość, a w końcu i ciągłość, uwalniając zarodek.

## Etiologia i genetyka
Okazuje się, że opisane zaburzenie rozwoju ma związek z cechami chromosomu 1, najdłuższego chromosomu kariotypu traszek, z charakterystycznym dużym regionem heterochromatyny na długim ramieniu, zawierającym DNA rybosomalne i satelitarne. U rodzaju Triturus chromosom ten wykazuje heteromorfizm, widoczny choćby w barwieniu metodą Giemsy, bądź w przypadku chromosomów szczoteczkowych. Istnieją bowiem dwie różne formy chromosomu 1, nazywane 1A i 1B, a odmienność ta dotyczy długiego ramienia tego chromosomu. Odmienność wyrażona jest najsilniej u traszki marmurkowej. Po raz pierwszy dostrzegli ją i opisali w 1960 Callan i Lloyd jednak u traszki grzebieniastej, potem u marmurkowej. Nie stwierdzono jej u traszki górskiej (obecnie Ichthyosaura alpestris).
Chromosom 1B rozpoznaje się w barwieniu Giemsy po dwóch ciemnych paskach C w części dystalnej jaśniejszego regionu euchromatyny na końcu chromosomu.
Chromosom 1A nie nosi pasów charakterystycznych dla 1B, a jeśli już pojawią się na nim podobne pasy, to mają one inne ulokowanie.

### Hipoteza translokacji
Wydaje się, że w przeszłości, u wspólnego przodka Triturus, pomiędzy dwoma chromosomami pierwszej pary w linii komórek germinalnych doszło w trakcie mitozy do translokacji. Część jednego z pary chromosomów przeniesiona została na swój homolog i odwrotnie. W rezultacie powstały dwa chromosomy, w których część materiału genetycznego uległa delecji, a część duplikacji. Chromosom 1A ma dużą duplikację regionów oznaczanych jako 6-8, której towarzyszy niewielka delecja regionu 3. Natomiast chromosom 1B ma dużą delecję regionów 6-8 z duplikacją niewielkiego regionu 3 (delecje takie w stanie monozygotycznym byłyby letalne). W formie chromosomów szczoteczkowych tworzą one inną liczbę pętli. Różnice pomiędzy chromosami 1A i 1B dotyczą właśnie opisanego regionu heterochromatyny i są większe u traszki marmurkowej (23%, podczas gdy u T. karelinii 7%), co wiąże się z wcześniejszym zatrzymaniem rozwoju u tego gatunku. Ponadto para chromosomów z większą delecją (1B1B) wiąże się z bardziej zaburzonym fenotypem FT.
Różnice między formami wiążą się z niemożnością tworzenia się chiazm pomiędzy chromosomami. 1A i 1B nie parują się podczas crossing over. Pozwoliło to na akumulację dodatkowych zmian w rozpatrywanym regionie heterochromatyny. W efekcie chromosom ten rósł, dlatego jest obecnie największym w kariotypie Triturus. Natomiast zawiera on mniej więcej tyle euchromatyny, co małe chromosomy traszek.
Jeśli więc, jak postulują Sessions i współpracownicy, do translokacji doszło we wczesnej mitozie komórek linii płciowej, to defekt został przekazany do licznych gamet wytwarzanych przez tego osobnika. Skrzyżowanie z normalnym osobnikiem doprowadziło do powstania mieszańców zawierających chromosom 1 oraz 1A albo 1B. Musiały one przeżyć. Krzyżując się między sobą, wydałyby one potomstwo, wśród którego pojawiłyby się po raz pierwszy osobniki 1A1A, 1A1B oraz 1B1B.
U wszystkich dorosłych osobników występuje heteromorfizm tego chromosomu, zawsze mają one chromosomy 1A1B, co wskazuje na to, że istnienie dwóch form jest niezbędnym warunkiem rozwoju. Obecność obu chromosomów jest konieczna, ponieważ zawierają one inne elementy pierwotnego chromosomu 1.
Wszystkie zarodki Triturus homomorficzne względem krótkiej lub długiej formy chromosomu 1 umierają. Dwie opisane wyżej grupy zarodków o zahamowanym rozwoju mają albo dwie krótkie, albo dwie długie kopie chromosomu 1. Okazuje się, że zarodki o genotypie 1B1B mają więcej wad (forma FT), natomiast 1A1A to populacja ST.
Hipotezę Sessionsa i współpracowników potwierdza żywotność krzyżówek Triturus z pokrewnymi rodzajami traszek, których gamety zaopatrują zygoty w brakujące regiony chromosomów. Przeżywają i mają się dobrze również triploidalne krzyżówki traszek marmurkowej i grzebieniastej (krzyżowanie takie zachodzi też w naturze, ale w tym wypadku powstają osobniki jak w wyniku krzyżówki traszek tego samego gatunku). Potwierdza to, że przyczyną zatrzymania rozwoju nie jest obecność nadmiarowego materiału genetycznego, ale jego niedobór.
Podobne zaburzenie zaobserwowano u mutantów aksolotla (c i p). Przez analogię z aksolotlową mutacją p wnioskuje się, że zaburzenie powodujące zatrzymanie wzrostu traszek może być skutkiem nieprawidłowego rozwoju endodermy. Jej nieprawidłowe rozmieszczenie u FT może się wiązać z błędnym zamykaniem się blastoporu oraz wadliwą epibolią. Ten pierwszy czynnik szczególnie wpływa na endodermę pęcherzyka żółtkowego, wchodzącą następnie w nieprawidłowe interakcje z przylegającymi komórkami, co powoduje obrzęk okolicy ogona. Jednakże epibolia u ST przebiega zwyczajnie, a zaburzenia ośrodkowego układu nerwowego u obu grup wskazują na szersze nieprawidłowości, nieograniczające się do endodermy.

### Chromosomy płci?
Wallace zaproponował, że para 1 chromosomów związana była z determinacją płci, tworząc system 1A1A/1A1B (porównaj XX/XY u człowieka). Osobniki 1B1B byłby letalne. Pomysł taki odrzucono, ponieważ dorosłe traszki obu płci mają genotyp 1A1B. Nie wiadomo też, w jaki sposób płeć homogenetyczna 1A1A miałaby się przekształcić w formę letalną. Wykluczono, by chromosom 1 był obecnie w jakikolwiek sposób związany z determinacją płci, u traszek za płeć odpowiada inna para chromosomów (numer 4). Jednakże zespół Grossen proponuje inne rozwiązanie: twierdzi, że nie jest możliwa obecność nieparujących ze sobą chromosomów autosomalnych, w związku z czym para 1 musiała w przeszłości pełnić u Triturus rolę chromosomów płci, a dopiero później para 4 miała przejąć tę rolę. Zwraca on uwagę, że nieparujące regiony chromosomów i znaczne różnice w ich wielkości typowe są raczej właśnie dla chromosomów płci. Jednak aby ominąć poruszone wyżej trudności modelu Wallace'a, Grossen i współpracownicy musieli stworzyć zupełnie inny model.
Otóż zaproponowali oni, że funkcję ssaczego chromosomu Y pełniłyby pierwotnie zarówno 1A, jak i 1B. Uzasadnili, że nierekombinujący Y siłą rzeczy gromadzi mutacje, a także że w różnych populacjach występują różne jego haplotypy. Dalej zauważają, że u niektórych gatunków osobniki o genotypie YY mogą być żywotne, wnioskując o recesywnych mutacjach nagromadzonych w każdym haplotypie. W końcu przypominają o roli temperatury w determinacji płci u części kręgowców. Wyższe temperatury maskulinizują traszkę grzebieniastą, niskie ją feminizują. W oparciu o te fakty Grossen et al. proponują następujący scenariusz. W populacji pierwotnej istniały 2 haplotypy, oznaczane YA i YB, każdy z nich noszący odmienne letalne mutacje recesywne. Następnie z powodu zmiany klimatycznej bądź rozszerzenia zasięgu występowania na północ populacje wystawione zostały na działanie chłodniejszych temperatur, sprzyjających powstawaniu większej liczby samic, także o genotypach XYA i XYB. Samice takie rozmnażały się z samcami o takich samych genotypach. Z krzyżówki XYA i XYB powstałyby między innymi genotypy YAYA i YBYB. Oba chromosomy nosiłyby tą samą letalną mutację. Genotyp taki prowadziłby więc do śmierci zarodka. Natomiast w układzie YAYB na obu chromosomach występowałyby inne letalne mutacje recesywne. Organizm taki powinien rozwijać się prawidłowo. Pozostaje fakt częstszego występowania samic w takiej populacji, wobec czego dobór utrwaliłby mutacje sprzyjające maskulinizacji. Mutacja taka mogła pojawić się na chromosomie 4, tworząc nową parę chromosomów płci.

## Znaczenie w klasyfikacji
Cecha ta została uznana za jedną z synapomorfii rodzaju Triturus w nowym rozumieniu, oznaczającym linię filogenetyczną traszki grzebieniastej. Zaliczają się doń oprócz tego gatunki Triturus carnifex, Triturus karelinii, Triturus dobrogicus, traszka marmurkowa, Triturus pygmaeus. Wcześniej gatunki te zaliczano do podrodzaju Neotriton w obrębie rodzaju Triturus. Zaliczano doń grupę traszki grzebieniastej i grupę traszki marmurkowej. Obecność tej samej wady genetycznej stanowi argument za ich bliskim powiązaniem – tworzą one razem jedną monofiletyczną linię rozwojową. Pogląd ten wsparły badania elektroforezą.

## Ewolucja traszek
Stan taki wskazuje na to, że w przeszłości u przodka współczesnych traszek, których dotyka defekt, doszło do nierównej wymiany materiału genetycznego pomiędzy dwiema kopiami chromosomu 1. Linia ta oddzieliła się między 12 a 10 milionów lat temu. Sessions i współpracownicy podkreślają jej istotną rolę w ewolucji rodzaju Triturus w starym rozumieniu. Powstała linia, której połowa potomstwa była niezdolna do rozwoju. Pomimo tego w jakiś sposób defekt genetyczny utrwalił się, pomimo konkurencji ze strony innych traszek. Powodowałby on spadek dostosowania, wyrażonego dla 1A wzorem 1-p i dla 1B 1-q, gdzie przez p i q rozumie się częstości w gametach. Aby się tak stało, musiał powstać w populacji o niewielkiej efektywnej wielkości, w której przeważały heterozygoty. Natomiast nie mógł go wyeliminować dobór wewnątrz gatunku, gdyż defekt wpływał w takim samym stopniu na wszystkie rozmnażające się osobniki. Być może szkodliwy efekt śmierci połowy jaj zrównoważyły większe rozmiary Triturs niż innych traszek, wiążące się z większą liczbą wytwarzanych jaj. W linii traszki marmurkowej zaszły dodatkowe mutacje, powiększył się obszar heterochromatyny. Następnie 10,4 miliony lat temu oddzieliła się linia T. karelinii. T. carnifex i T. macedonicus podzieliły się 9,3 miliona lat temu, traszka grzebieniasta i T. dobrogicus 8,8 miliona lat temu.

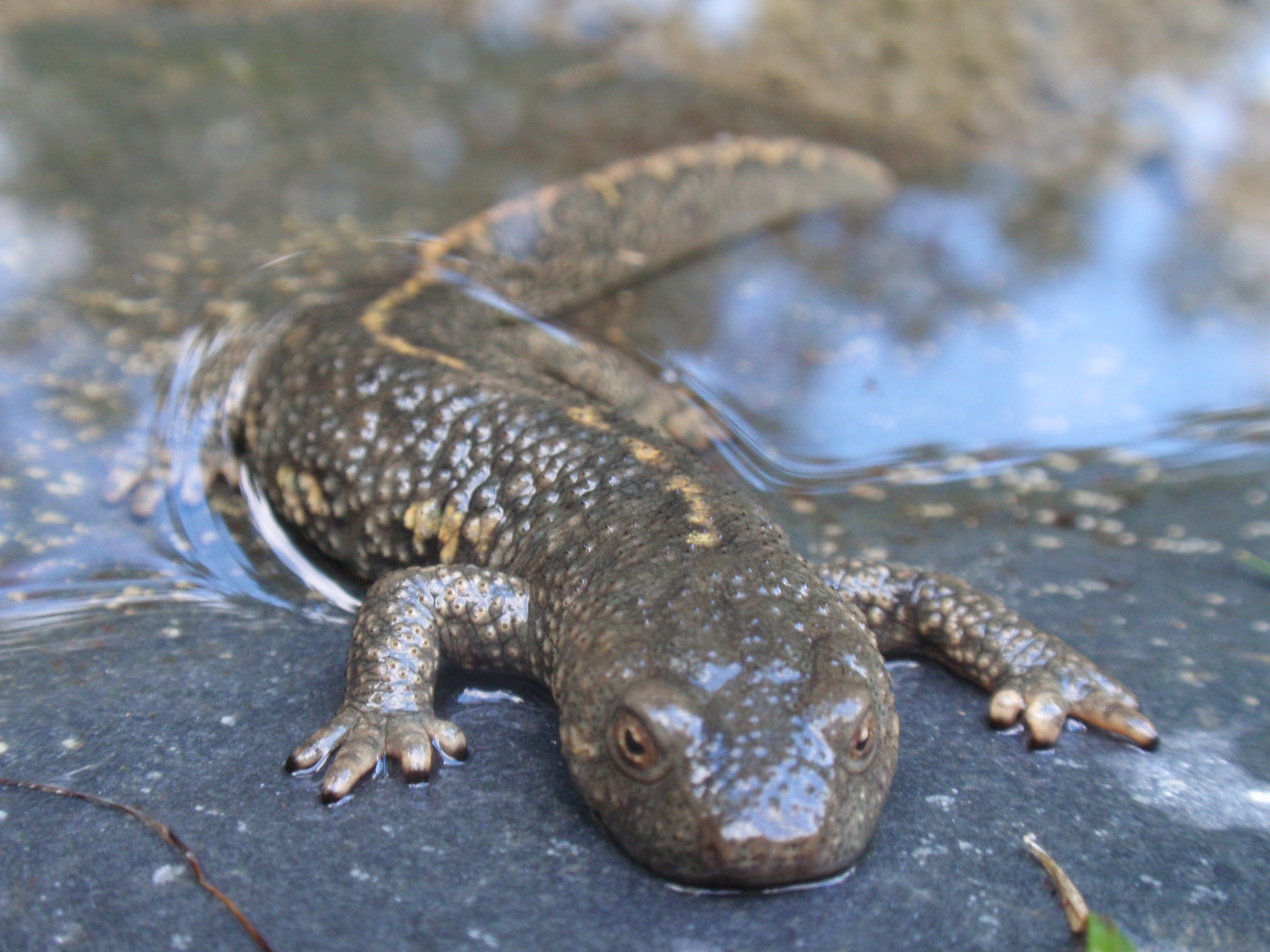
W kladogramie Wielstry i Arntzena grupę zewnętrzną stanowi rodzaj Calotriton (powyżej traszka pirenejska, C. asper), u którego opisywane zatrzymanie rozwoju nie występuje

Obecnie kladogram rodzaju Triturus przedstawia się następująco:
|  | T. marmoratus |
|  |               |
|  | T. pygmaeus   |
|  |               |

|  | T. karelinii |
|  | |
|  | \| \| T. ivanbureschi (populacja zachodnia) \| \| \| \| \| \| T. ivanbureschi (populacja wschodnia, być może odrębny gatunek) \| \| \| \| |
|  | |
|  | T. ivanbureschi (populacja zachodnia) |
|  | |
|  | T. ivanbureschi (populacja wschodnia, być może odrębny gatunek)                                                                           |
|  | |

|  | T. ivanbureschi (populacja zachodnia)                           |
|  |                                                                 |
|  | T. ivanbureschi (populacja wschodnia, być może odrębny gatunek) |
|  |                                                                 |

|  | T. carnifex    |
|  |                |
|  | T. macedonicus |
|  |                |

|  | T. cristatus  |
|  |               |
|  | T. dobrogicus |
|  |               |

|  | T. carnifex    |
|  |                |
|  | T. macedonicus |
|  |                |

|  | T. cristatus  |
|  |               |
|  | T. dobrogicus |
|  |               |

|  | T. karelinii |
|  | |
|  | \| \| T. ivanbureschi (populacja zachodnia) \| \| \| \| \| \| T. ivanbureschi (populacja wschodnia, być może odrębny gatunek) \| \| \| \| |
|  | |
|  | T. ivanbureschi (populacja zachodnia) |
|  | |
|  | T. ivanbureschi (populacja wschodnia, być może odrębny gatunek)                                                                           |
|  | |

|  | T. ivanbureschi (populacja zachodnia)                           |
|  |                                                                 |
|  | T. ivanbureschi (populacja wschodnia, być może odrębny gatunek) |
|  |                                                                 |

|  | T. carnifex    |
|  |                |
|  | T. macedonicus |
|  |                |

|  | T. cristatus  |
|  |               |
|  | T. dobrogicus |
|  |               |

|  | T. carnifex    |
|  |                |
|  | T. macedonicus |
|  |                |

|  | T. cristatus  |
|  |               |
|  | T. dobrogicus |
|  |               |

|  | T. marmoratus |
|  |               |
|  | T. pygmaeus   |
|  |               |

|  | T. karelinii |
|  | |
|  | \| \| T. ivanbureschi (populacja zachodnia) \| \| \| \| \| \| T. ivanbureschi (populacja wschodnia, być może odrębny gatunek) \| \| \| \| |
|  | |
|  | T. ivanbureschi (populacja zachodnia) |
|  | |
|  | T. ivanbureschi (populacja wschodnia, być może odrębny gatunek)                                                                           |
|  | |

|  | T. ivanbureschi (populacja zachodnia)                           |
|  |                                                                 |
|  | T. ivanbureschi (populacja wschodnia, być może odrębny gatunek) |
|  |                                                                 |

|  | T. carnifex    |
|  |                |
|  | T. macedonicus |
|  |                |

|  | T. cristatus  |
|  |               |
|  | T. dobrogicus |
|  |               |

|  | T. carnifex    |
|  |                |
|  | T. macedonicus |
|  |                |

|  | T. cristatus  |
|  |               |
|  | T. dobrogicus |
|  |               |

|  | T. karelinii |
|  | |
|  | \| \| T. ivanbureschi (populacja zachodnia) \| \| \| \| \| \| T. ivanbureschi (populacja wschodnia, być może odrębny gatunek) \| \| \| \| |
|  | |
|  | T. ivanbureschi (populacja zachodnia) |
|  | |
|  | T. ivanbureschi (populacja wschodnia, być może odrębny gatunek)                                                                           |
|  | |

|  | T. ivanbureschi (populacja zachodnia)                           |
|  |                                                                 |
|  | T. ivanbureschi (populacja wschodnia, być może odrębny gatunek) |
|  |                                                                 |

|  | T. carnifex    |
|  |                |
|  | T. macedonicus |
|  |                |

|  | T. cristatus  |
|  |               |
|  | T. dobrogicus |
|  |               |

|  | T. carnifex    |
|  |                |
|  | T. macedonicus |
|  |                |

|  | T. cristatus  |
|  |               |
|  | T. dobrogicus |
|  |               |